# Eurytoma cordoi
Eurytoma cordoi är en stekelart som beskrevs av De Santis 1983. Eurytoma cordoi ingår i släktet Eurytoma och familjen kragglanssteklar. Inga underarter finns listade i Catalogue of Life.